# San Patricio County
Das San Patricio County ist ein County im Bundesstaat Texas der Vereinigten Staaten. Das U.S. Census Bureau hat bei der Volkszählung 2020 eine Einwohnerzahl von 68.755 ermittelt. Der Sitz der County-Verwaltung (County Seat) befindet sich in Sinton.

## Geographie
Das County liegt im Südosten von Texas, grenzt an den Golf von Mexiko und hat eine Fläche von 1831 Quadratkilometern, wovon 40 Quadratkilometer Wasserfläche sind. Es grenzt im Uhrzeigersinn an folgende Countys: Bee County, Refugio County, Aransas County, Nueces County, Jim Wells County und Live Oak County.

## Geschichte
San Patricio County wurde 1836 als Original-County vom Kongress der Republik Texas gebildet. Benannt wurde es nach dem mexikanischen Ort San Patricio, der den Heiligen Patrick von Irland als Namensgeber hat. Später wurden aus Teilen des Original-Countys weitere Countys gebildet.

## Demografische Daten

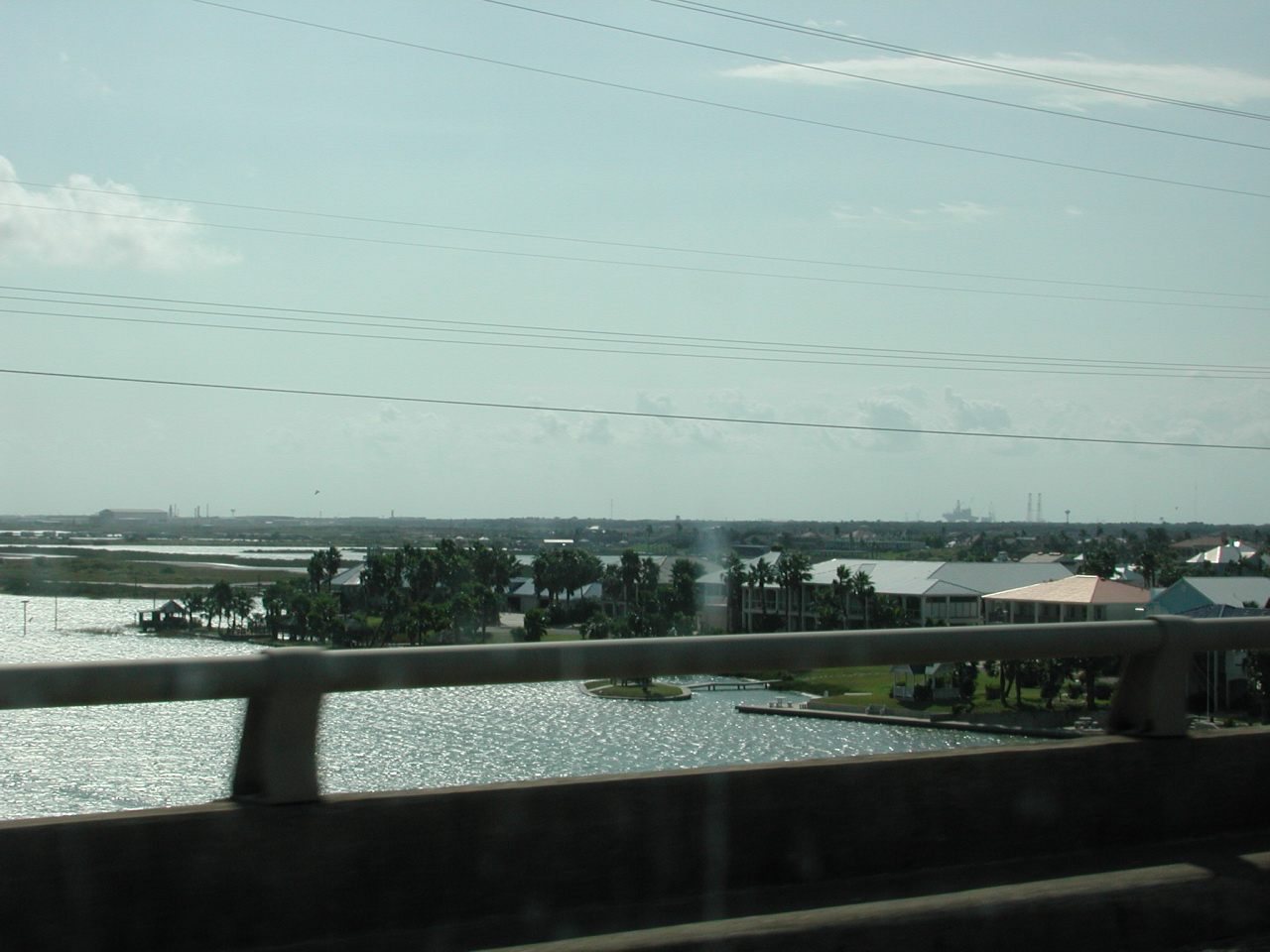
Padre Mustang Island

Nach der Volkszählung im Jahr 2000 lebten im San Patricio County 67.138 Menschen in 22.093 Haushalten und 17.232 Familien. Die Bevölkerungsdichte betrug 37 Einwohner pro Quadratkilometer. Ethnisch betrachtet setzte sich die Bevölkerung zusammen aus 76,76 Prozent Weißen, 2,81 Prozent Afroamerikanern, 0,70 Prozent amerikanischen Ureinwohnern, 0,63 Prozent Asiaten, 0,11 Prozent Bewohnern aus dem pazifischen Inselraum und 15,94 Prozent aus anderen ethnischen Gruppen; 3,05 Prozent stammten von zwei oder mehr Ethnien ab. 49,42 Prozent der Einwohner waren spanischer oder lateinamerikanischer Abstammung.
Von den 22.093 Haushalten hatten 41,6 Prozent Kinder oder Jugendliche, die mit ihnen zusammen lebten. 60,6 Prozent waren verheiratete, zusammenlebende Paare, 12,7 Prozent waren allein erziehende Mütter und 22,0 Prozent waren keine Familien. 18,7 Prozent waren Singlehaushalte und in 8,0 Prozent lebten Menschen im Alter von 65 Jahren oder darüber. Die durchschnittliche Haushaltsgröße betrug 2,97 und die durchschnittliche Familiengröße betrug 3,40 Personen.
31,1 Prozent der Bevölkerung war unter 18 Jahre alt, 10,0 Prozent zwischen 18 und 24, 28,2 Prozent zwischen 25 und 44, 20,2 Prozent zwischen 45 und 64 und 10,5 Prozent waren 65 Jahre alt oder älter. Das Durchschnittsalter betrug 32 Jahre. Auf 100 weibliche Personen kamen 100,5 männliche Personen und auf 100 Frauen im Alter von 18 Jahren oder darüber kamen 98,3 Männer.
Das jährliche Durchschnittseinkommen eines Haushalts betrug 34.836 USD, das Durchschnittseinkommen einer Familie betrug 40.002 USD. Männer hatten ein Durchschnittseinkommen von 31.132 USD, Frauen 20.730 USD. Das Prokopfeinkommen betrug 15.425 USD. 14,6 Prozent der Familien und 18,0 Prozent der Einwohner lebten unterhalb der Armutsgrenze.

## Kultur und Sehenswürdigkeiten

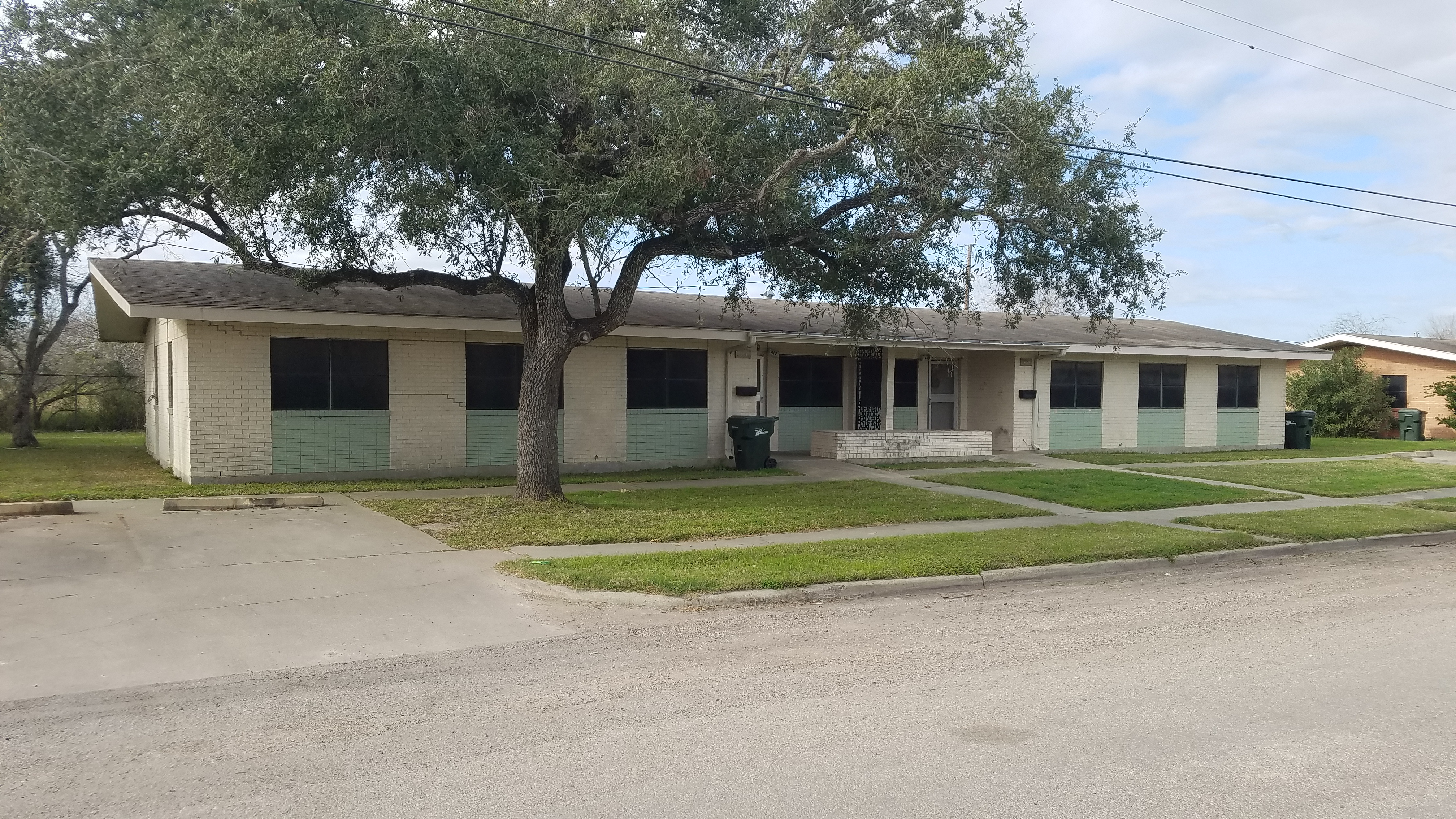
Taft Public Housing Development (2019). Dieser soziale Wohnungsbau wird seit August 2018 im NRHP geführt.

Drei Gebäude und zwei Gedenksteine im County sind im National Register of Historic Places („Nationales Verzeichnis historischer Orte“; NRHP) eingetragen (Stand 10. Dezember 2021), darunter das Taft Public Housing Development (South) und North sowie das Sons of San Patricio Monument.

## Städte und Gemeinden
- Aransas Pass
- Caruthers Cove Colonia
- Clearwater Cove
- Country Acres Colonia
- Country Estates Colonia
- Crescent Center
- Del Sol Colonia
- Dodd Colonia
- Dodd Number 2 Colonia
- Doyle
- Edgewater Estates Number 1 Colonia
- Edgewater Estates Number 3 Colonia
- Edgewater Estates
- Edroy Colonia
- Edroy
- Ewelder
- Falman
- Garza-4th-6th Streets Colonia
- Gregory
- Hidden Acres
- Hubert
- Indian Trails Lane Colonia
- Ingleside
- Ingleside on the Bay
- Kenney Lane East Colonia
- Kenney Lane West Colonia
- La Fruta
- Lake City
- Lakeshore Gardens
- Lakeside
- Lakewood Heights
- Loma Linda Colonia
- Mathis
- Midway
- Mooney Lane Colonia
- Morgan Farm Colonia
- Morgan Lane Colonia
- Odem
- Old Ingleside Colonia
- Paisano Park Colonia
- Paisano
- Point Loma
- Portland
- Rancho Chico
- Saint Paul
- San Patricio
- Sinton
- Sodville
- Taft
- The Falman Colonia
- Tradewinds
- Vahlsing
- Wendy Acres Colonia
- West Sinton